# Župnik
Župnik (kod Hrvata u Gradišću farnik, vjerojatno iz njem. Pfarrer) u Katoličkoj Crkvi ili paroh u pravoslavnim crkvama, svećenik je kojemu je biskup povjerio pastoralnu skrb nad župnom zajednicom, upravitelj, poglavar župe. Glavna župnikova zadaća u životu zajednice jest slavljenje svete mise sa župljanima, propovijedanje i navještanje evanđelja, afirmiranje euharistije i udjeljivanje sakramenata. Osim toga, župnik upravlja župnim dobrima i predstavlja župu u pravnim stvarima. Župniku u njegovu radu pomaže kapelan odn. župni vikar, ponegdje i redovnici, kao i župni suradnici laici.

## Vanjske poveznice
|  | Wikizvor ima izvorni tekst Pismo pape Franje župnicima |
|  | Wječnik ima rječničku natuknicu župnik                 |